# MacKenzie Entwistle
MacKenzie Entwistle alternativt Mackenzie Entwistle, född 14 juli 1999, är en kanadensisk professionell ishockeyforward som är kontrakterad till Chicago Blackhawks i National Hockey League (NHL) och spelar för Rockford Icehogs i American Hockey League (AHL). Han har tidigare spelat för Hamilton Bulldogs och Guelph Storm i Ontario Hockey League (OHL).
Entwistle draftades av Arizona Coyotes i tredje rundan i 2017 års draft som 69:e spelare totalt.

## Statistik
| Källa: Uppdaterad: 2021-03-25 | Källa: Uppdaterad: 2021-03-25 | Källa: Uppdaterad: 2021-03-25 |                           | Grundserie                | Grundserie                | Grundserie                | Grundserie                | Grundserie                |     | Slutspel | Slutspel | Slutspel | Slutspel | Slutspel |
| Säsong                        | Lag                           | Liga                          | Matcher                   | Mål                       | Assists                   | Poäng                     | Utv                       | Matcher                   | Mål | Assists  | Poäng    | Utv      |          |          |
| ----------------------------- | ----------------------------- | ----------------------------- | ------------------------- | ------------------------- | ------------------------- | ------------------------- | ------------------------- | ------------------------- | --- | -------- | -------- | -------- | -------- | -------- |
| 2013–2014                     | Toronto Marlboros             | GTHL                          | Statistik ej tillgänglig. | Statistik ej tillgänglig. | Statistik ej tillgänglig. | Statistik ej tillgänglig. | Statistik ej tillgänglig. | Statistik ej tillgänglig. | 1   | 0        | 0        | 0        | 0        |          |
| 2014–2015                     | Toronto Marlboros             | GTHL                          | 66                        | 22                        | 27                        | 49                        | 24                        | —                         | —   | —        | —        | —        |          |          |
| 2015–2016                     | Hamilton Bulldogs             | OHL                           | 60                        | 6                         | 8                         | 14                        | 17                        | —                         | —   | —        | —        | —        |          |          |
| 2016–2017                     | Hamilton Bulldogs             | OHL                           | 54                        | 12                        | 13                        | 25                        | 25                        | 7                         | 1   | 1        | 2        | 0        |          |          |
| 2017–2018                     | Hamilton Bulldogs             | OHL                           | 49                        | 13                        | 25                        | 38                        | 35                        | 21                        | 10  | 7        | 17       | 14       |          |          |
| 2018–2019                     | Hamilton Bulldogs             | OHL                           | 29                        | 15                        | 12                        | 27                        | 25                        | —                         | —   | —        | —        | —        |          |          |
|                               | Guelph Storm                  | OHL                           | 28                        | 15                        | 15                        | 30                        | 23                        | 24                        | 7   | 14       | 21       | 14       |          |          |
| 2019–2020                     | Rockford Icehogs              | AHL                           | 56                        | 11                        | 15                        | 26                        | 38                        | —                         | —   | —        | —        | —        |          |          |
| 2020–2021                     | Chicago Blackhawks            | NHL                           | 1                         | 0                         | 0                         | 0                         | 0                         | —                         | —   | —        | —        | —        |          |          |
|                               | Rockford Icehogs              | AHL                           | 12                        | 2                         | 3                         | 5                         | 2                         | —                         | —   | —        | —        | —        |          |          |
| NHL totalt                    | NHL totalt                    | NHL totalt                    | 1                         | 0                         | 0                         | 0                         | 0                         | —                         | —   | —        | —        | —        |          |          |
| AHL totalt                    | AHL totalt                    | AHL totalt                    | 68                        | 13                        | 18                        | 21                        | 40                        | —                         | —   | —        | —        | —        |          |          |
| OHL totalt                    | OHL totalt                    | OHL totalt                    | 220                       | 61                        | 73                        | 134                       | 125                       | 52                        | 18  | 22       | 40       | 28       |          |          |

### Internationellt
| Källa: Uppdaterad: 2021-03-25 | Källa: Uppdaterad: 2021-03-25 | Källa: Uppdaterad: 2021-03-25 |         | Utv = Utvisningsminuter | Utv = Utvisningsminuter | Utv = Utvisningsminuter | Utv = Utvisningsminuter | Utv = Utvisningsminuter |
| År                            | Lag                           | Mästerskap                    | Matcher | Mål                     | Assists                 | Poäng                   | Utv                     |                         |
| ----------------------------- | ----------------------------- | ----------------------------- | ------- | ----------------------- | ----------------------- | ----------------------- | ----------------------- | ----------------------- |
| 2016                          | Kanada                        | Ivan Hlinka                   | 4       | 0                       | 1                       | 1                       | 4                       |                         |
| 2017                          | Kanada                        | U18-VM                        | 5       | 4                       | 3                       | 7                       | 6                       |                         |
| 2019                          | Kanada                        | JVM                           | 5       | 3                       | 0                       | 3                       | 0                       |                         |
| Junior totalt                 | Junior totalt                 | Junior totalt                 | 14      | 7                       | 4                       | 11                      | 10                      |                         |